# Sturu, Alba
Sturu este un sat în comuna Arieșeni din județul Alba, Transilvania, România.